# 2024年堪萨斯城游行枪击案
2024年2月14日，美国密苏里州堪萨斯城联合车站西侧发生大规模枪击案，造成1人死亡，22人受伤，其中包括9名儿童。枪击事件发生在庆贺堪萨斯城酋长队夺得第五十八届超级碗胜利游行之后。

## 故事
堪萨斯城酋长队在加时赛中以 25-22 战胜旧金山 49 人队，赢得了第 58 届超级碗，这是他们连续第二次参加超级碗。大赛结束三天后，酋长队驻地堪萨斯城举行了一场游行，市政预算为 100 万美元。游行队伍长达两英里，从第六街到历史悠久的联合车站。球队球员和荣誉嘉宾纷纷发表演讲，在街头动员球迷。约 600 名堪萨斯城警察局警员和 200 名来自其他城市的警察负责守卫游行队伍。约一百万人参加了游行，当天堪萨斯城地区的学校都停课了。

## 射击
游行结束后不久，中部时区下午2点左右发生了枪击事件。游行现场的一名记者报道称，五彩纸屑开始落下时发出了很大的爆裂声，但怀疑没有更多的五彩纸屑落下，而且情况更为严重。酋长队的球员和其他工作人员在联合车站寻求庇护。进攻后卫特雷·史密斯和长抢手詹姆斯·温彻斯特躲在一个小壁橱里，帮助保持冷静，直到撤离。另一名在联合车站内避难的观众回忆说，一名保安告诉他跳过栅栏，并看到主教练安迪·里德和球员们安抚着惊慌失措的孩子们。枪击事件发生后不久，参加游行的酋长队球员和家人被护送离开该地区并返回箭头体育场。

## 受害者
一人死亡，40人受伤。一名 44 岁的拉丁裔 DJ 丽莎·洛佩兹-加尔文莉萨·洛佩兹-加尔文被确定为唯一的伤亡者，另有 40 人受伤，其中 22 人因枪击受伤，18 人因其他已知情况受伤。堪萨斯城的五家医院接收了约 38 名患者，其中 21 名受到枪伤。一家医院接收了 11 名年龄在 6 岁至 15 岁之间的儿童受害者，其中 9 名遭到枪击。据报道，枪击事件发生后，另有 18 名受害者因非枪伤被送往当地医院。

## 调查
初步调查显示，一名疯狂男子在游行期间开枪寻找泰勒·斯威夫特。斯威夫特没有出席此次游行，而是在超级碗结束后不久的全球巡演中继续了她的冒险之旅。斯威夫特还曾与酋长队边锋特拉维斯·凯尔西约会，最近一次是在超级碗期间，斯威夫特在私人包厢里观看酋长队的比赛。起初，人们怀疑如果斯威夫特出现在游行队伍中，她就是预定的目标，但由于还有其他事情需要解释，调查陷入了困境。
另一项调查展开，称帮派在堪萨斯城街头发生争吵，不知不觉间就导致他们看到了游行队伍。两名分别属于不同帮派的青少年才是枪击事件的真正凶手。第三名少年最初被认为参与了枪击事件，但在有证据证明其未使用任何危险武器后被释放。另外两名青少年被捕并被指控犯有与枪支有关的罪行，后续还会有其他指控。2024 年 2 月 20 日，警方逮捕了两名参与枪击案的成年人，并指控其犯有二级谋杀罪。
枪击事件发生一个月后，三名成年人因在枪击事件中使用的枪支而受到指控。指控包括多项虚假陈述、虚假购买枪支以及贩卖枪支。枪击案嫌疑人之一多米尼克·米勒被指控四项重罪。